# Departamento Guaraní
Das Departamento Guaraní liegt im östlichen Zentrum der Provinz Misiones im Nordosten Argentiniens und ist eine von 17 Verwaltungseinheiten der Provinz. 
Es grenzt im Nordwesten an das Departamento Montecarlo, im Nordosten an das Departamento San Pedro, im Süden, getrennt durch den Río Uruguay, an Brasilien und im Westen an die Departamentos Veinticinco de Mayo und Cainguás. 
Die Hauptstadt des Departamento Guaraní ist El Soberbio.

## Bevölkerung
Nach Schätzungen des INDEC stieg die Einwohnerzahl von 57.818 Einwohnern (2001) auf 67.023 Einwohner im Jahre 2005.

## Städte und Gemeinden
Das Departamento Guaraní ist in folgende Gemeinden aufgeteilt:
- El Soberbio
- San Vicente

Koordinaten: 27° 12′ S, 54° 12′ W